# STMP1
STMP1 (англ. Short transmembrane mitochondrial protein 1) – білок, який кодується однойменним геном, розташованим у людей на 7-й хромосомі. Довжина поліпептидного ланцюга білка становить 47 амінокислот, а молекулярна маса — 5 265.
| 10         |  | 20         |  | 30         |  | 40         |  | 50      |
| ---------- |  | ---------- |  | ---------- |  | ---------- |  | ------- |
| MLQFLLGFTL |  | GNVVGMYLAQ |  | NYDIPNLAKK |  | LEEIKKDLDA |  | KKKPPSA |

A: Аланін

D: Аспарагінова кислота

E: Глутамінова кислота

F: Фенілаланін

G: Гліцин

I: Ізолейцин

K: Лізин

L: Лейцин

M: Метіонін

N: Аспарагін

P: Пролін

Q: Глутамін

S: Серин

T: Треонін

V: Валін

Локалізований у мембрані, мітохондрії.